# Aloe mawii
Aloe mawii là một loài thực vật có hoa trong họ Măng tây. Loài này được Christian mô tả khoa học đầu tiên năm 1940.

## Hình ảnh

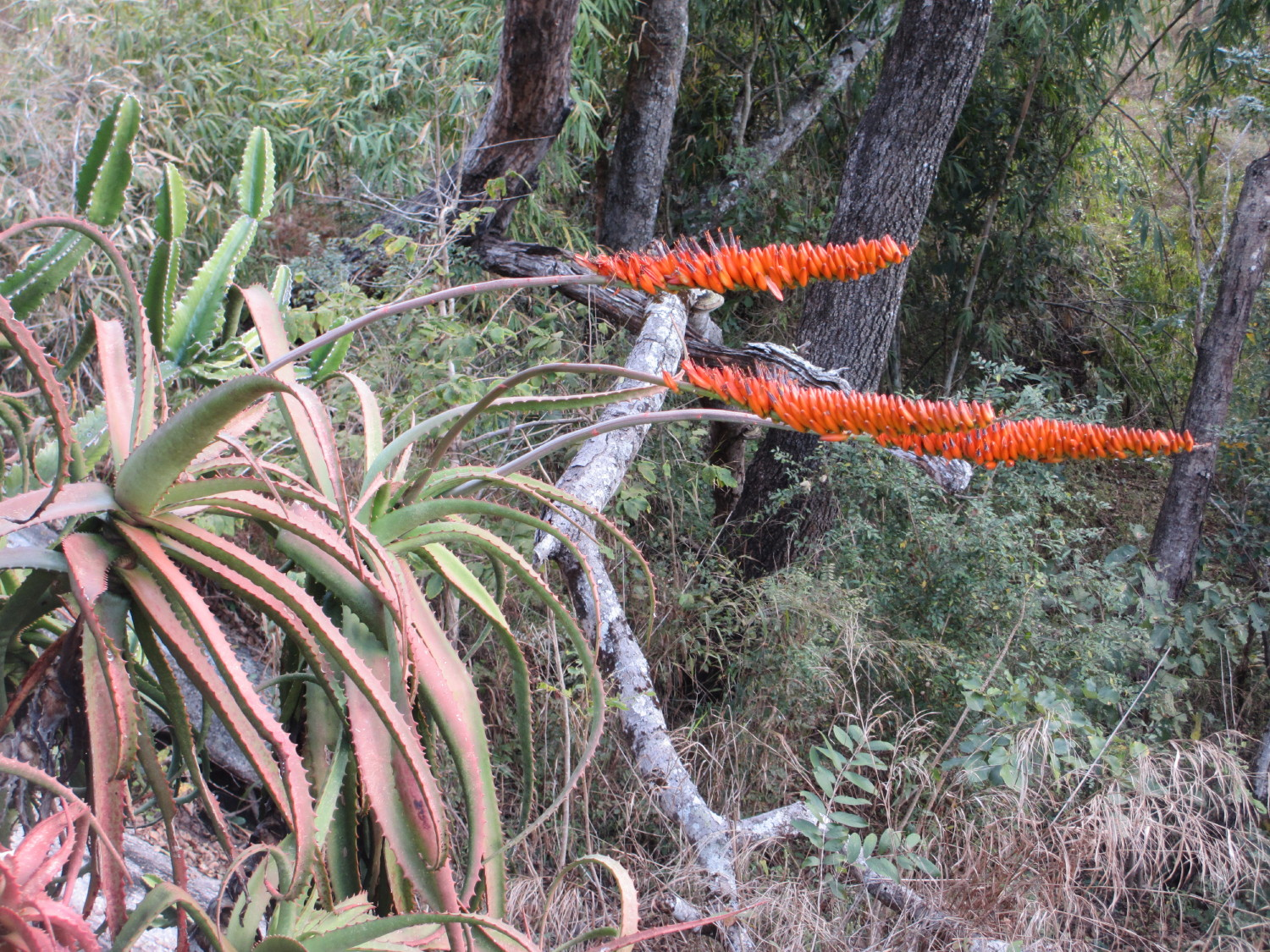
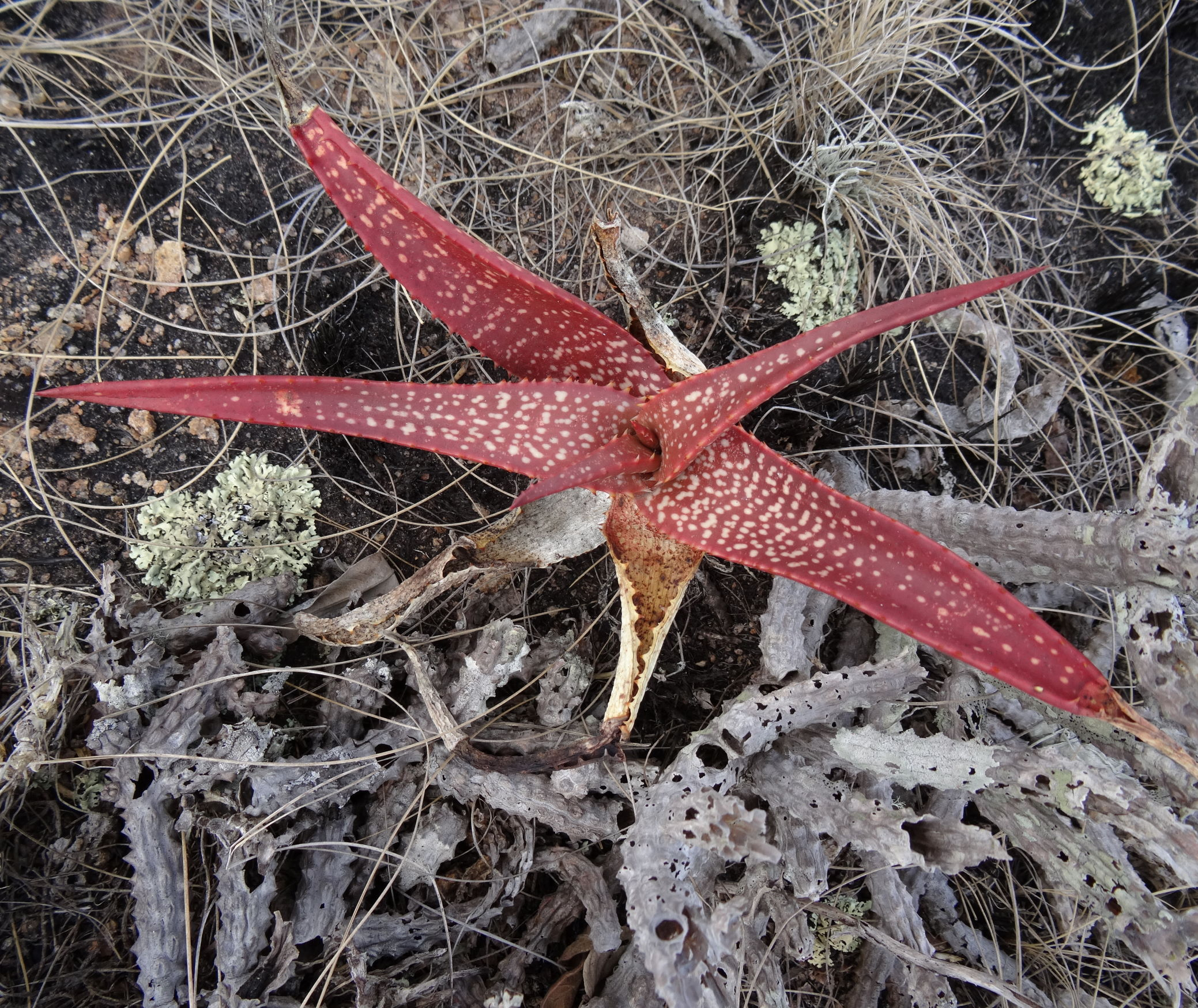
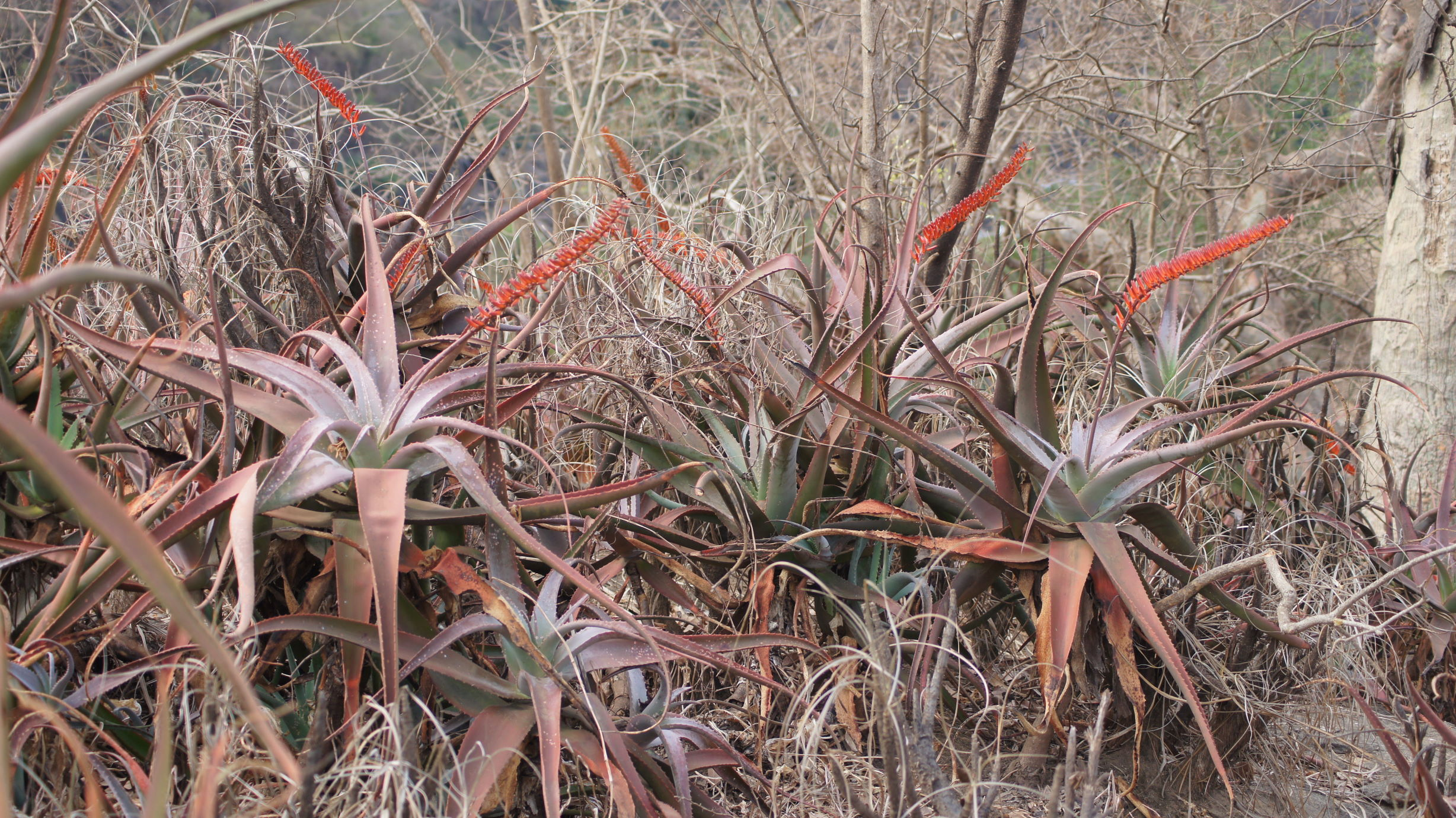
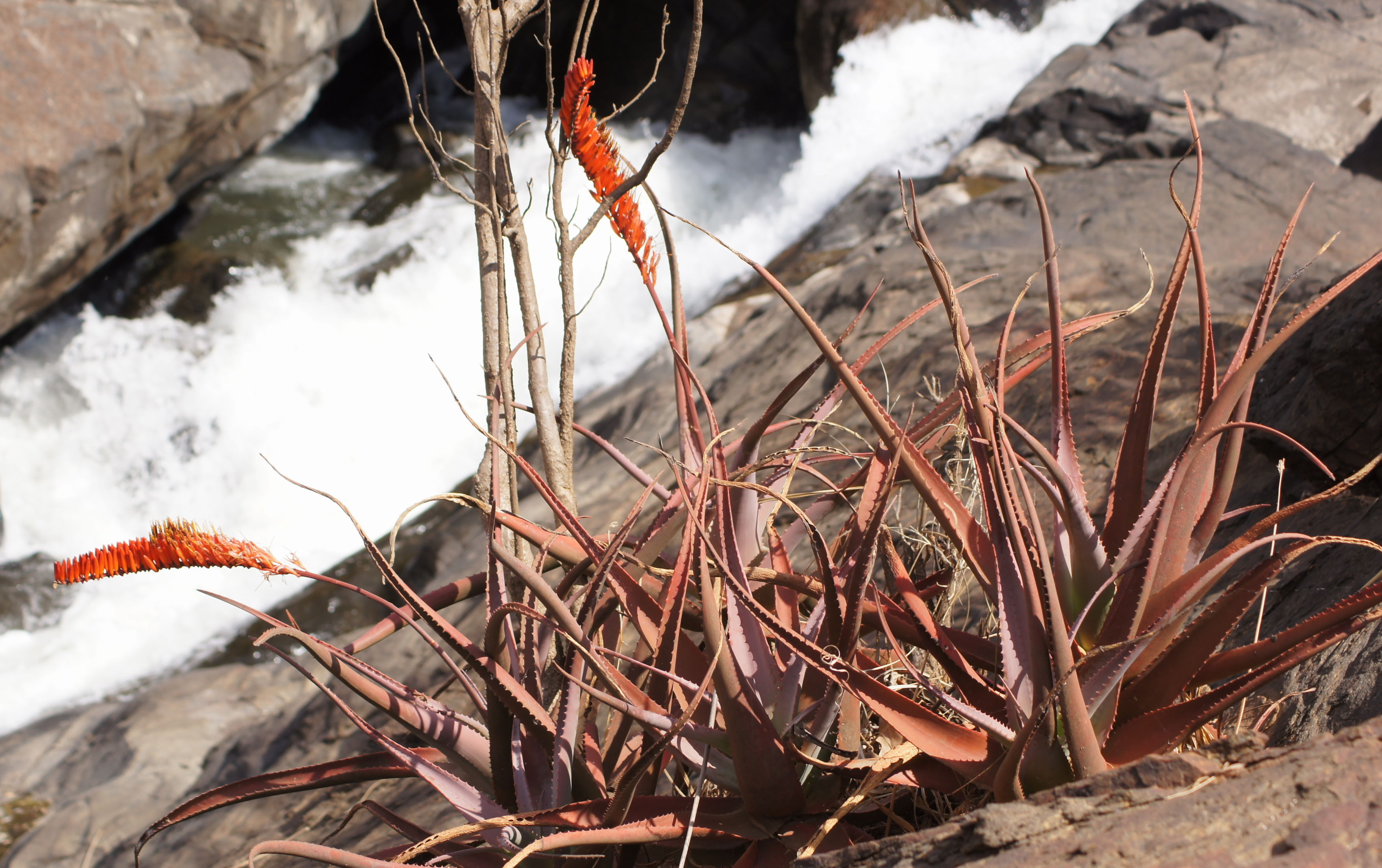